# Тэнсинсё Дзигэн-рю
Тэнсинсё Дзигэн-рю Хёхо (яп. 天眞正自源流兵法) — древнее сого будзюцу, классическое боевое искусство Японии, основанное в 1500-х годах мастером по имени Сэтогути Бидзэн-но-ками Масамото. Основная направленность стиля — практика кэндзюцу и иайдзюцу, однако в программу обучения также входят такие дисциплины, как дзюдзюцу, содзюцу и нагамаки.

## История
Согласно письменным свиткам, передававшимся среди преемников школы, Тэнсинсё Дзигэн-рю Хёхо уходит своими корнями к эпохе императора Судзаку и Дзигэнсаю Кадзуто Дзиитибо (яп. 自源齋一任自一坊), основателю Дзёку-рю Касима но тати Хакугэн-рю (яп. 上古流鹿島之太刀白源流). Стиль Хакугэн-рю был основан на знаниях школы Касима но Тати Синмёкэн (яп. 鹿島之太刀神妙剣), которая была основана Кунима Масато (яп. 國摩真人) в начале 400-х годов н.э. и рассматривается как первый стиль фехтования Японии. Дзиитибо создал уникальную технику, основанную на опыте Синмёкэн, под названием Тэнсинкэн (яп. 天眞剣) и сделал её основной и секретной особенностью школы Хакугэн-рю.
Впоследствии традиции школы Хакугэн-рю унаследовали кланы Минамото, Ойдэ, Урабэ (священнослужители Касимы) и, в конце концов, Яобэтто Кэнко (яп. 八尾別當顕幸), также известный как Яобэтто Канэюки, 14-й сокэ. Последний объединил знания Хакугэн-рю и Минамото-рю (яп. 源流), назвав новую систему Дзикэн-рю (яп. 自顕流).
Стиль Минамото-рю содержит две уникальные ката: одна из них называется Тэн Ти Дзин Сандан но Хокэй (яп. 天地人三段之法形, «ката из трёх техник Неба, Земли и Человека»). Её, согласно легенде, создал Ямато Такэру (яп. 日本武尊), один из правителей при императоре Кэйко. Секреты этих техник были записаны на двух свитках, носящих название Рюко Никан но Хидэнсё (яп. 龍虎ニ巻之秘伝書, «два секретных свитка Дракона и Тигра»), и были переданы Минамото-но Ёсийэ (яп. 源義家). Ёсийэ рассекретил тайные записи и создал собственную систему под названием Тэн Ти Дзин Ин Ё Годан но Хокэй (яп. 天地人陰陽五段之法形, «ката из пяти техник Небес, Земли, Человека, Тьмы и Света»). Данные тайные техники и свитки были унаследованы Киити Хоганом (яп. 鬼一法眼), который передал их Минамото-но Ёсицунэ, основателю стиля Минамото-рю. Яобэтто Канэюки перенял традиции школы клана Минамото от Сюндзёбу Дзюгэна (яп. 俊乗坊重源). Школа Тэнсинсё Дзигэн-рю до сих пор хранит секреты Рюко Никан но Хидэнсё и двух других систем, Тэн Ти Дзин Сандан но Хокэй и Тэн Ти Дзин Ин Ё Годан но Хокэй.
Именно Яобэтто написал свиток Дзикэн Рю Рюко но Кан (яп. 自顕流龍虎之巻, «свиток Дракона и Тигра школы Дзикэн-рю»), который унаследовал Одзэ (Тосэ) Ёдзаэмон Нагамунэ (яп. 小瀬与左衛門尉長宗 или 十瀬与左衛門尉長宗), самурай из Дзёсю Касама (современная префектура Ибараки).
Помимо Дзикэн-рю, Нагамунэ обучался техникам школы Тэнсин Сёдэн Катори Синто-рю у её третьего главы, Иисино Моритика (яп. 飯篠盛近), где был удостоен мэнкё кайдэн. Впоследствии, на основе собственных наработок и полученных знаний в различных школах боевых искусств, Одзэ Ёдзаэмон создал собственную систему, назвав её Тэнсинсё Дзикэн-рю (яп. 天眞正自顕流).
Тэнсинсё (яп. 天眞正) представляет собой Касима Катори Мёдзин (яп. 鹿島香取明神). Приставка Дзи (яп. 自) было взята из имени основателя, Дзиитибо. Кэн (яп. 顕) была взята от имени предыдущего наследника, Яобэтто Кэнко. Нагамунэ написал три свитка, в которых описал секреты созданного им стиля. Это Сонгё (яп. 尊行), Саккэн (яп. 察見) и Кикигаки (яп. 聴書). В истории школы указано, что после долгих странствий, Нагамунэ продолжил родословную клана Минамото и запросил земли в Сацуме (ныне Кагосима). Затем он сменил имя на Сэтогути Бидзэн-но-ками Масамото (яп. 瀬戸口備前守政基), где «Бидзэн-но-ками» означало его титул.
Согласно свиткам, после многих лет тренировок в Сацуме, Сэтогути Масамото достиг просветления и переименовал свою школу на Тэнсинсё Дзигэн-рю Хёхо (яп. 天眞正自源流兵法). Он оставил запись в Тэнсинсё Дзигэн-рю Хёхо Сомокуроку (яп. 天眞正自源流総目録, «всеохватывающий свиток школы») о том, что послужило причиной для использования приставки Гэн (яп. 源), где указал следующее:

История происхождения моего стиля уходит своими корнями к Дзёко-рю Касима но Тати Хакугэн-рю. Он вобрал в себя знания многих иных школ боевых искусств благодаря его последним преемникам. Гэн (яп. 源) означает все эти стили и ссылается к Дзигэнсаю, основателю Дзёко-рю Касима но Тати Хакугэн-рю. Кроме того, Гэн имеет несколько значений, таких как: источник всего в мире, военная стратегия (Хёхо (яп. 兵法)) клана Минамото, источник разума. Настоящим я без каких либо сомнений подтверждаю название своего стиля как Тэнсинсё Дзигэн-рю Хёхо.
— Сэтогути Масамото
Сэтогути умер в 1519 году, оставив все секреты своей школы в Сацуме. На протяжении почти 500 лет они передавались только одному представителю в поколении охранников клана Симадзу (яп. 島津氏). Традиции школы Тэнсинсё Дзигэн-рю сохранялись в секрете, техникам стиля обучались только избранные группы самураев княжества.
Школа Тэнсинсё Дзигэн-рю являлась секретным оружием воинов Сацумы вплоть до 1963 года, когда мастер Уэно Ясуюки Гэнсин (яп. 上野靖之源心), 27-й хранитель традиций, решил впервые открыть миру это искусство фехтования. Он открыл Сёбукан Додзё (яп. 尚武館) в Асакуса, Токио, где обучал большое число учеников вплоть до своей смерти в 1972 году. В его честь была создана организация Тэнсинсё Дзигэн-рю Хёхо Сого Будо Гэнсинкай (яп. 天眞正自源流兵法総合武道源心会).
По состоянию на 2014 год, штаб-квартира стиля располагается в Касукабэ Симин Будокан (яп. 春日部市民武道館) в городе Касукабе, префектура Сайтама. Текущий глава школы, 29-й патриарх и хранитель традиций Тэнсинсё Дзигэн-рю — Уэно Такаси Досин. Ему помогает сайко сихан (яп. 最高師範) Уэно Кагэнори (яп. 上野景範).
В последние годы сихан Уэно Кагэнори проводил семинары за пределами Японии, в частности, в Западной Вирджинии, Северной Каролине и Флориде, США.

## Философия
Философия школы Тэнсинсё Дзигэн-рю заключается в соблюдении пяти принципов: Дзин (яп. 仁, «человечность»), Ги (яп. 義, «справедливость»), Рэй (яп. 礼, «этика»), Ти (яп. 智, «мудрость») и Син (яп. 信, «вера»), а также в развитии искренности и силы духа. Эти пять добродетелей представлены на различных частях японского меча:
- Дзин — находится на цуке;
- Ги — находится на сая;
- Рэй — находится на цубе;
- Ти — находится на кадзари (орнамент, украшение);
- Син — находится на сагэо (шнур, прикреплённый к ножнам).

Дух искренности и стойкости зачастую представлен 4 специальными идиомами — Сицу Дзицу Го Кэн (яп. 質実剛健), что переводится как «Независимый и искренний, мужественный и энергичный».

## Система рангов
Как и многие другие школы классических боевых искусств Японии, Тэнсинсё Дзигэн-рю традиционно награждает своих учеников свитками или сертификатами, тем самым признавая и указывая на их уровень развития. Система включает следующие свитки:
1. Сёдэн (яп. 初伝);
2. Тюдэн (яп. 中伝);
3. Окудэн (яп. 奥伝);
4. Кайдэн (яп. 皆伝);
5. Содэн (яп. 相伝);
6. Мудэн (яп. 无伝).

## Генеалогия
1. Дзигэнсай Кадзуто Дзиитибо (яп. 自源齋一任自一坊);
2. Минамото Досин Фудзивара Хиросато (яп. 源童心藤原廣郷);
3. Минамото Гэнсин Фудзивара Иппо (яп. 源童心藤原廣郷);
4. Минамото Тадахиро Фудзивара Кагэмицу (яп. 源唯廣藤原景光);
5. Минамото Гэнки Фудзивара Мотонори (яп. 源玄鬼藤原基教);
6. Фудзивара Гэнё Кадзусигэ (яп. 藤原源養一重);
7. Минамото Дзигэн Фудзивара Итто (яп. 源自源藤原一至);
8. Оидэ Дзиродайфу Норитака (яп. 尾井手次郎大夫教高);
9. Оидэ Дзиродайфу Тадатака (яп. 尾井手次郎大夫忠高);
10. Оидэ Дзиродайфу Таданори (яп. 尾井手次郎大夫忠教);
11. Урабэ Мунэтоси (яп. 卜部宗俊);
12. Урабэ Мунэкагэ (яп. 卜部宗景);
13. Урабэ Мунэхару (яп. 卜部宗春);
14. Яобэтто Канэюки Кэнко (яп. 八尾別当顕幸);
15. Сэтогути Бидзэн-но-ками Масамото (яп. 瀬戸口備前守政基 (十瀬与左衛門尉長宗)), основатель;
16. Сэтогути Гэнносин (яп. 瀬戸口源之進 (武蔵守藤兵衛尉重為));
17. Сэтогути Масаносин (яп. 瀬戸口政之進 (大和守長重));
18. Сэтогути Маотохиро (яп. 瀬戸口基広 (和泉守宗重));
19. Якумару Кэнтин Нюдонёсуи (яп. 薬丸兼陳入道如水);
20. Якумару Гёбудзаэмон Канэфуку (яп. 薬丸刑部左衛門兼福);
21. Якумару Тёдзаэмон Канэёси (яп. 薬丸長左衛門兼慶);
22. Мидзогути Иссинсаи Кадзусигэ (яп. 溝口一心斎一重);
23. Мидзогути Гэнкити Тэруёси (яп. 溝口源吉耀芳);
24. Мидзогути Гэнносин Кохаку (яп. 溝口源之進幸伯);
25. Мидзогути Мунэсигэ Гэнсинсаи (яп. 溝口貞勝宗重源信斎);
26. Мидзогути Масо Гэнсин (яп. 溝口正緒藤原玄心);
27. Уэно Ясуюки Гэнсин (яп. 上野靖之源心, ? — 1972);
28. Уэно Кагэнори Гэнки (яп. 上野景範源己);
29. Уэно Такаси Досин (яп. 上野貴史童心).